# Icalumtic
Icalumtic är en ort i Mexiko.   Den ligger i kommunen Chamula och delstaten Chiapas, i den sydöstra delen av landet, 700 km öster om huvudstaden Mexico City. Icalumtic ligger 1 988 meter över havet och antalet invånare är 614.
Terrängen runt Icalumtic är kuperad åt nordväst, men åt sydost är den bergig. Terrängen runt Icalumtic sluttar norrut. Runt Icalumtic är det ganska tätbefolkat, med 166 invånare per kvadratkilometer. Närmaste större samhälle är San Cristóbal de las Casas, 14,8 km söder om Icalumtic. Omgivningarna runt Icalumtic är en mosaik av jordbruksmark och naturlig växtlighet.